# 1852 год в науке
В 1852 году были различные научные и технологические события, некоторые из которых представлены ниже.

## События
- 23 августа — из Гринвичской обсерватории по телеграфу впервые переданы сигналы времени.
- 24 сентября — Анри Жиффар совершил первый полёт на дирижабле[1].
- Дж. Г. Стокс сформулировал правило Стокса.
- Впервые использовано число центиллион.

## Родились
- 28 января — Леонид Вейнберг, историк-археолог.
- 3 февраля — Юхо Лаллукка, финский предприниматель и меценат.
- 10 марта — Тадас Даугирдас, литовский художник, археолог, краевед (ум. 1919).
- 25 июня — Антонио Гауди, испанский архитектор (ум. 1926).
- 19 декабря — Альберт Абрахам Майкельсон, американский физик, изобретатель интерферометра Майкельсона, лауреат Нобелевской премии по физике (1907).

## Скончались
- 6 января — Луи Брайль, французский тифлопедагог, разработавший шрифт Брайля.
- 25 января — Беллинсгаузен, Фаддей Фаддеевич, русский мореплаватель.
- 24 апреля (12 апреля) — Василий Андреевич Жуковский, русский поэт, переводчик, критик, академик Петербургской Академии Наук.
- 29 ноября — Ада Лавлейс, дочь Байрона, первый программист.